# IEEE 802.1D
IEEE 802.1D és l'estàndard de ponts MAC Ethernet que inclou el pont, el protocol Spanning Tree i altres. Està estandarditzat pel grup de treball IEEE 802.1. Inclou detalls específics per enllaçar molts dels altres projectes 802, inclosos els estàndards 802.3 (Ethernet), 802.11 (LAN sense fil) i 802.16 (WiMax) àmpliament desplegats.
Els ponts que utilitzen LAN virtuals (VLAN) mai no han format part de 802.1D, sinó que es van especificar en un estàndard separat, 802.1Q publicat originalment el 1998.
El 2014, tota la funcionalitat definida per IEEE 802.1D s'ha incorporat a IEEE 802.1Q-2014 (Bridges and Bridged Networks) o IEEE 802.1AC (MAC Service Definition). S'espera que 802.1D es retiri oficialment el 2022.
Historial de publicacions:
- 1990 — Publicació original (802.1D-1990).
- 1993 — norma ISO/IEC 10038:1993.
- 1998 — Versió revisada (802.1D-1998, ISO/IEC 15802-3:1998), incorporant les extensions P802.1p, P802.12e, 802.1j-1996 i 802.6k-1992.
- 2004 — Versió revisada (802.1D-2004), incorporant les extensions 802.11c-1998, 802.1t-2001, 802.1w-2001 i eliminant el protocol Spanning Tree original, en comptes d'incorporar el Rapid Spanning Tree Protocol (RSTP) de 8002.1w -8 2001.
- Esmenes a 802.1D-2004:
  - 2004 — Petita esmena (802.17a-2004) per afegir suport de pont 802.17.
  - 2007 — Petita esmena (802.16k-2007) per afegir el suport de pont 802.16.
- 2012 — Pont del camí més curt (IEEE 802.1aq-2012, esmena a 802.1Q-2011).[4]